# Vorwahl 04 (Deutschland)
Der Vorwahlbereich 04 umfasst als einer von acht geografischen Vorwahlbereichen in Deutschland die Ortsnetzkennzahlen für Gemeinden aus dem Raum Schleswig-Holstein, Hamburg, Bremen und Niedersachsen (Küste). Die Zentralvermittlungsstelle (ZVSt) für den Bereich befand sich in Hamburg.
Ortsnamen in Fettschrift bezeichnen die Standorte der ehemaligen Knotenvermittlungsstellen (KVSt).

## 040/041 – Hamburg und Umgebung
- 040 Hamburg; Ammersbek; Barsbüttel; Bönningstedt; Braak; Glinde; Neu Wulmstorf; Norderstedt; Oststeinbek; Reinbek; Schenefeld; Stapelfeld; Wentorf bei Hamburg
  - Ursprünglich waren die Telefonnummern bestimmten Teilbereichen zugewiesen:
 1: reserviert für Notruf- und Sondernummern; 2: inneres Hamburg, links der Alster; 3: Hamburg-Mitte; 4: inneres Hamburg, rechts der Alster; 5: Nord; 6: Ost; 7: Süd; 8: West

- 0410
  - 04101 Pinneberg
  - 04102 Ahrensburg; Ammersbek: Ortsteil Bünningstedt, Siedlung Daheim/Heimgarten, Gebiet Kremerberg
  - 04103 Hetlingen; Holm; Wedel
  - 04104 Aumühle
  - 04105 Seevetal
  - 04106 Quickborn
  - 04107 Siek
  - 04108 Rosengarten
  - 04109 Tangstedt
- 0412
  - 04120 Ellerhoop
  - 04121 Elmshorn
  - 04122 Groß Nordende; Heidgraben; Heist; Moorrege; Tornesch; Uetersen
  - 04123 Barmstedt
  - 04124 Glückstadt
  - 04125 Seester, Seestermühe
  - 04126 Hohenfelde; Horst
  - 04127 Bokel; Brande-Hörnerkirchen; Hohenfelde: Ortsteile Dauenhof und Glindesmoor; Osterhorn; Westerhorn
  - 04128 Kollmar
  - 04129 Haseldorf
- 0413
  - 04131 Lüneburg
  - 04132 Amelinghausen
  - 04133 Handorf; Wittorf
  - 04134 Barnstedt; Embsen; Melbeck
  - 04135 Kirchgellersen
  - 04136 Scharnebeck
  - 04137 Barendorf
  - 04138 Betzendorf
  - 04139 Hohnstorf (Elbe)
- 0414
  - 04140 Estorf
  - 04141 Stade
  - 04142 Steinkirchen
  - 04143 Drochtersen
  - 04144 Himmelpforten
  - 04146 Stade: Ortschaft Bützfleth
  - 04148 Drochtersen: Ortsteil Assel
  - 04149 Fredenbeck
- 0415
  - 04151 Schwarzenbek
  - 04152 Geesthacht
  - 04153 Lauenburg/Elbe
  - 04154 Trittau
  - 04155 Büchen
  - 04156 Talkau
  - 04158 Roseburg
  - 04159 Basthorst
- 0416
  - 04161 Buxtehude
  - 04162 Jork
  - 04163 Horneburg
  - 04164 Harsefeld
  - 04165 Hollenstedt
  - 04166 Ahlerstedt
  - 04167 Apensen
  - 04168 Neu Wulmstorf: Ortsteile Elstorf und Schwiederstorf
  - 04169 Sauensiek
- 0417
  - 04171 Winsen (Luhe)
  - 04172 Salzhausen
  - 04173 Toppenstedt; Wulfsen
  - 04174 Stelle
  - 04175 Egestorf
  - 04176 Marschacht
  - 04177 Drage
  - 04178 Radbruch
  - 04179 Winsen (Luhe): Ortsteil Tönnhausen
- 0418
  - 04180 Königsmoor
  - 04181 Buchholz in der Nordheide
  - 04182 Tostedt
  - 04183 Jesteburg
  - 04184 Hanstedt
  - 04185 Marxen
  - 04186 Buchholz in der Nordheide: Stadtteile Sprötze und Trelde
  - 04187 Buchholz in der Nordheide: Stadtteil Holm-Seppensen
  - 04188 Welle
  - 04189 Undeloh
- 0419
  - 04191 Kaltenkirchen
  - 04192 Bad Bramstedt
  - 04193 Henstedt-Ulzburg
  - 04194 Sievershütten
  - 04195 Hartenholm

## 042 – Bremen und Umgebung
- 0420
  - 04202 Achim
  - 04203 Weyhe
  - 04204 Thedinghausen
  - 04205 Ottersberg
  - 04206 Stuhr: Ortsteil Heiligenrode
  - 04207 Oyten
  - 04208 Grasberg
  - 04209 Schwanewede
- 0421 Bremen; Lemwerder; Stuhr
- 0422
  - 04221 Delmenhorst
  - 04222 Ganderkesee
  - 04223 Ganderkesee: Ortsteil Bookholzberg
  - 04224 Groß Ippener
- 0423
  - 04230 Verden (Aller): Ortsteil Walle
  - 04231 Verden (Aller)
  - 04232 Langwedel
  - 04233 Blender
  - 04234 Dörverden
  - 04235 Langwedel Ortsteile: Etelsen, Cluvenhagen, Steinberg
  - 04236 Kirchlinteln
  - 04237 Kirchlinteln: Ortsteil Bendingbostel
  - 04238 Kirchlinteln: Ortsteil Neddenaverbergen
  - 04239 Dörverden: Ortsteil Westen
- 0424
  - 04240 Syke: Stadtteil Heiligenfelde
  - 04241 Bassum
  - 04242 Syke
  - 04243 Twistringen
  - 04244 Harpstedt
  - 04245 Scholen
  - 04246 Drentwede
  - 04247 Affinghausen; Sudwalde
  - 04248 Bassum: Stadtteil Neubruchhausen
  - 04249 Bassum: Stadtteil Nordwohlde
- 0425
  - 04251 Hoya
  - 04252 Bruchhausen-Vilsen
  - 04253 Asendorf
  - 04254 Eystrup
  - 04255 Martfeld
  - 04256 Hilgermissen
  - 04257 Schweringen
  - 04258 Schwarme
- 0426
  - 04260 Visselhövede: Stadtteil Wittorf
  - 04261 Rotenburg (Wümme)
  - 04262 Visselhövede
  - 04263 Scheeßel
  - 04264 Sottrum
  - 04265 Fintel
  - 04266 Brockel
  - 04267 Lauenbrück
  - 04268 Bötersen
  - 04269 Ahausen; Kirchwalsede
- 0427
  - 04271 Sulingen
  - 04272 Siedenburg
  - 04273 Kirchdorf
  - 04274 Varrel
  - 04275 Ehrenburg
  - 04276 Borstel
  - 04277 Schwaförden
- 0428
  - 04281 Zeven
  - 04282 Sittensen
  - 04283 Tarmstedt
  - 04284 Selsingen
  - 04285 Rhade
  - 04286 Gyhum
  - 04287 Heeslingen: Ortsteil Boitzen
  - 04288 Horstedt
  - 04289 Kirchtimke
- 0429
  - 04292 Ritterhude
  - 04293 Ottersberg: Ortsteil Fischerhude
  - 04294 Riede
  - 04295 Emtinghausen
  - 04296 Schwanewede: Ortsteil Aschwarden
  - 04297 Ottersberg: Ortsteil Posthausen
  - 04298 Lilienthal

## 043 – Kiel und Umgebung
- 0430
  - 04302 Kirchbarkau
  - 04303 Schlesen
  - 04305 Westensee
  - 04307 Schwentinental: Stadtteil Raisdorf
  - 04308 Schwedeneck
- 0431 Kiel
- 0432
  - 04320 Heidmühlen
  - 04321 Neumünster
  - 04322 Bordesholm
  - 04323 Bornhöved
  - 04324 Brokstedt
  - 04326 Wankendorf
  - 04327 Großenaspe
  - 04328 Rickling
  - 04329 Langwedel
- 0433
  - 04330 Emkendorf
  - 04331 Rendsburg
  - 04332 Hamdorf
  - 04333 Erfde
  - 04334 Bredenbek
  - 04335 Hohn
  - 04336 Owschlag
  - 04337 Jevenstedt
  - 04338 Alt Duvenstedt
  - 04339 Christiansholm
- 0434
  - 04340 Achterwehr
  - 04342 Kühren; Lehmkuhlen; Preetz
  - 04343 Laboe
  - 04344 Schönberg (Holstein)
  - 04346 Gettorf
  - 04347 Flintbek
  - 04348 Schönkirchen
  - 04349 Dänischenhagen
- 0435
  - 04351 Eckernförde
  - 04352 Damp
  - 04353 Ascheffel
  - 04354 Fleckeby
  - 04355 Rieseby
  - 04356 Groß Wittensee
  - 04357 Sehestedt
  - 04358 Loose
- 0436
  - 04361 Oldenburg in Holstein
  - 04362 Heiligenhafen
  - 04363 Lensahn
  - 04364 Dahme
  - 04365 Heringsdorf
  - 04366 Grömitz: Ortsteil Cismar
  - 04367 Großenbrode
- 0437
  - 04371 Fehmarn: Stadtteil Burg auf Fehmarn
  - 04372 Fehmarn: Stadtteil Westfehmarn
- 0438
  - 04381 Lütjenburg
  - 04382 Wangels
  - 04383 Grebin
  - 04384 Selent
  - 04385 Hohenfelde
- 0439
  - 04392 Nortorf
  - 04393 Boostedt
  - 04394 Bokhorst

## 044 – Oldenburg und Umgebung
- 0440
  - 04401 Brake (Unterweser)
  - 04402 Rastede; Wiefelstede
  - 04403 Bad Zwischenahn
  - 04404 Elsfleth
  - 04405 Edewecht
  - 04406 Berne
  - 04407 Wardenburg
  - 04408 Hude (Oldb)
  - 04409 Westerstede: Stadtteil Ocholt
- 0441 Oldenburg (Oldb)
- 0442
  - 04421 Wilhelmshaven
  - 04422 Sande
  - 04423 Wilhelmshaven: Stadtteil Fedderwarden
  - 04425 Wangerland: Ortsteil Hooksiel
  - 04426 Wangerland: Ortsteil Horumersiel
- 0443
  - 04431 Wildeshausen
  - 04432 Dötlingen: Ortsteil Brettorf
  - 04433 Dötlingen
  - 04434 Colnrade
  - 04435 Großenkneten
- 0444
  - 04441 Vechta
  - 04442 Lohne (Oldenburg)
  - 04443 Dinklage
  - 04444 Goldenstedt
  - 04445 Visbek
  - 04446 Bakum
  - 04447 Vechta: Ortsteil Langförden
- 0445
  - 04451 Varel
  - 04452 Zetel: Ortsteil Neuenburg
  - 04453 Bockhorn; Zetel
  - 04454 Jade
  - 04455 Jade: Ortsteil Schweiburg
  - 04456 Varel: Stadtteil Altjührden
  - 04458 Wiefelstede: Ortsteil Spohle
- 0446
  - 04461 Jever
  - 04462 Wittmund
  - 04463 Wangerland
  - 04464 Wittmund: Ortsteil Carolinensiel
  - 04465 Friedeburg
  - 04466 Wittmund: Ortsteil Ardorf
  - 04467 Wittmund: Ortsteil Funnix
  - 04468 Friedeburg: Ortsteil Reepsholt
  - 04469 Wangerooge
- 0447
  - 04471 Cloppenburg
  - 04472 Lastrup
  - 04473 Emstek
  - 04474 Garrel
  - 04475 Molbergen
  - 04477 Lastrup: Ortsteil Hemmelte
  - 04478 Cappeln (Oldenburg)
  - 04479 Molbergen: Ortsteil Peheim
- 0448
  - 04480 Ovelgönne: Ortsteil Strückhausen
  - 04481 Hatten: Ortsteil Sandkrug
  - 04482 Hatten
  - 04483 Ovelgönne: Ortsteil Großenmeer
  - 04484 Hude (Oldb): Ortsteil Wüsting
  - 04485 Elsfleth: Ortsteil Huntorf
  - 04486 Edewecht: Ortsteil Friedrichsfehn
  - 04487 Großenkneten: Ortsteil Huntlosen
  - 04488 Westerstede
  - 04489 Apen
- 0449
  - 04491 Friesoythe
  - 04492 Saterland
  - 04493 Friesoythe: Ortsteil Gehlenberg
  - 04494 Bösel
  - 04495 Friesoythe: Ortsteil Thüle
  - 04496 Friesoythe: Ortsteil Markhausen
  - 04497 Barßel: Ortsteil Harkebrügge
  - 04498 Saterland: Ortsteil Ramsloh
  - 04499 Barßel

## 045 – Lübeck und Umgebung
- 0450
  - 04501 Kastorf
  - 04502 Lübeck: Stadtteil Travemünde
  - 04503 Timmendorfer Strand
  - 04504 Ratekau
  - 04505 Stockelsdorf: Ortsteil Curau
  - 04506 Heilshoop
  - 04508 Krummesse; Lübeck: Stadtteil Krummesse
  - 04509 Groß Grönau
- 0451 Lübeck; Bad Schwartau; Stockelsdorf
Die folgende Unterteilung gilt für neu vergebene Rufnummern nicht mehr:
  - 0451 1 – z. B. Stadtverwaltung
  - 0451 2 – Bad Schwartau
  - 0451 3 – St. Gertrud (Nord), Schlutup, Kücknitz
  - 0451 4 – St. Lorenz-Nord, Stockelsdorf
  - 0451 5 – St. Jürgen (Süd)
  - 0451 6 – St. Gertrud (Süd)
  - 0451 7 – Innenstadt, St. Jürgen (Nord)
  - 0451 8 – St. Lorenz-Süd, Buntekuh, Moisling
- 0452
  - 04521 Eutin
  - 04522 Plön
  - 04523 Malente
  - 04524 Süsel
  - 04525 Ahrensbök
  - 04526 Ascheberg (Holstein)
  - 04527 Bosau
  - 04528 Schönwalde am Bungsberg
  - 04529 Kasseedorf; Süsel: Ortsteil Bujendorf
- 0453
  - 04531 Bad Oldesloe
  - 04532 Ammersbek: Ortsteil Rehagen/Schäferdresch; Bargteheide
  - 04533 Reinfeld (Holstein)
  - 04534 Schönberg
  - 04535 Nahe
  - 04536 Sandesneben
  - 04537 Grabau
  - 04539 Rethwisch
- 0454
  - 04541 Ratzeburg
  - 04542 Mölln
  - 04543 Nusse
  - 04544 Berkenthin
  - 04545 Salem
  - 04546 Mustin
  - 04547 Gudow
- 0455
  - 04550 Bühnsdorf
  - 04551 Bad Segeberg
  - 04552 Leezen; Bebensee; Neversdorf
  - 04553 Geschendorf
  - 04554 Wahlstedt
  - 04555 Seedorf
  - 04556 Travenhorst
  - 04557 Tensfeld
  - 04558 Fredesdorf
  - 04559 Wensin
- 0456
  - 04561 Neustadt in Holstein
  - 04562 Grömitz
  - 04563 Sierksdorf
  - 04564 Schashagen

## 046 – Flensburg und Umgebung
- 0460
  - 04602 Freienwill
  - 04603 Havetoft; Klappholz; Mittelangeln: Ortsteil Havetoftloit; Sieverstedt
  - 04604 Großenwiehe; Lindewitt
  - 04605 Medelby
  - 04606 Wanderup
  - 04607 Janneby
  - 04608 Handewitt
  - 04609 Eggebek
- 0461 Flensburg; Harrislee
- 0462
  - 04621 Schleswig
  - 04622 Taarstedt
  - 04623 Böklund
  - 04624 Kropp
  - 04625 Jübek
  - 04626 Treia
  - 04627 Dörpstedt
- 0463
  - 04630 Oeversee
  - 04631 Glücksburg (Ostsee)
  - 04632 Steinbergkirche
  - 04633 Mittelangeln: Ortsteil Satrup
  - 04634 Husby
  - 04635 Sörup
  - 04636 Langballig
  - 04637 Sterup
  - 04638 Tarp
  - 04639 Schafflund
- 0464
  - 04641 Süderbrarup
  - 04642 Kappeln
  - 04643 Gelting
  - 04644 Karby
  - 04646 Mohrkirch
- 0465 –
Auf Sylt wurden im Jahr 1998 drei der bestehenden vier Ortsnetzbereiche aufgelöst und alle Anschlüsse unter der Vorwahl 04651 Westerland zusammengefasst. Den bisherigen Rufnummern wurde eine Ziffernfolge (zwei Ziffern bei vierstelligen Rufnummern, drei Ziffern bei dreistelligen Rufnummern) vorangestellt. (Aus 04652 397 wurde so beispielsweise 04651 870397). Mittlerweile ist die Nummernaufteilung aufgehoben.
  - 04651 Sylt (ehemals Westerland, nun für die ganze Insel)
  - 04652 ehemals List auf Sylt, zunächst eine Zeitlang 04651 87xxxx
  - 04653 ehemals Hörnum (Sylt), zunächst eine Zeitlang 04651 88xxxx
  - 04654 ehemals Morsum (Ortsteil der Gemeinde Sylt), zunächst eine Zeitlang 04651 89xxxx
- 0466
  - 04661 Niebüll
  - 04662 Leck
  - 04663 Süderlügum
  - 04664 Neukirchen
  - 04665 Emmelsbüll-Horsbüll
  - 04666 Ladelund
  - 04667 Dagebüll
  - 04668 Klanxbüll
- 0467
  - 04671 Bredstedt
  - 04672 Langenhorn
  - 04673 Joldelund; Goldebek
  - 04674 Hallig Gröde; Ockholm
- 0468
  - 04681 Wyk auf Föhr
  - 04682 Nebel; Norddorf auf Amrum; Wittdün auf Amrum (alle Gemeinden der Insel Amrum)
  - 04683 Oldsum
  - 04684 Langeneß

## 047 – Bremerhaven und Umgebung
- 0470
  - 04702 Hagen im Bremischen: Ortsteil Sandstedt
  - 04703 Loxstedt: Ortsteil Donnern
  - 04704 Geestland: Ortsteil Drangstedt
  - 04705 Wurster Nordseeküste: Ortsteil Wremen
  - 04706 Schiffdorf
  - 04707 Geestland: Ortsteil Neuenwalde
  - 04708 Geestland: Ortsteil Ringstedt
- 0471 Bremerhaven
- 0472
  - 04721 Cuxhaven
  - 04722 Cuxhaven: Stadtteil Altenbruch
  - 04723 Cuxhaven: Stadtteil Altenwalde
  - 04724 Cuxhaven: Stadtteil Lüdingworth
  - 04725 Helgoland
- 0473
  - 04731 Nordenham
  - 04732 Stadland: Ortsteil Rodenkirchen
  - 04733 Butjadingen: Ortsteil Burhave
  - 04734 Stadland: Ortsteil Seefeld
  - 04735 Butjadingen: OrtsteilStollhamm
  - 04736 Butjadingen: OrtsteilTossens
  - 04737 Stadland: Ortsteil Schwei
- 0474
  - 04740 Loxstedt: Ortsteil Dedesdorf
  - 04741 Wurster Nordseeküste: Ortsteil Nordholz
  - 04742 Wurster Nordseeküste: Ortsteil Dorum
  - 04743 Geestland: Ortsteil Langen
  - 04744 Loxstedt
  - 04745 Geestland: Ortsteil Bad Bederkesa
  - 04746 Hagen im Bremischen
  - 04747 Beverstedt
  - 04748 Beverstedt: Ortsteil Stubben
  - 04749 Schiffdorf: Ortsteil Geestenseth
- 0475
  - 04751 Otterndorf; Neuenkirchen; Osterbruch
  - 04752 Neuhaus
  - 04753 Balje
  - 04754 Bülkau; Wingst: Ortsteil Oppeln
  - 04755 Ihlienworth; Neuenkirchen (südliche Ortsteile)
  - 04756 Odisheim; Steinau
  - 04757 Wanna
  - 04758 Nordleda
- 0476
  - 04761 Bremervörde mit allen umliegenden Stadtteilen
  - 04762 Kutenholz, Essel (Kutenholz), Mulsum (Kutenholz), Aspe (Kutenholz), Sadersdorf (Kutenholz), Baaste, Farven, Byhusen, Reith (Brest) sowie zum Teil Brest (Niedersachsen) & Deinstedt
  - 04763 Gnarrenburg
  - 04764 Gnarrenburg: Ortsteil Klenkendorf
  - 04765 Ebersdorf, Alfstedt, Oerel sowie Barchel
  - 04766 Basdahl mit Ortsteilen Oese (Basdahl), Volkmarst sowie zum Teil Barchel & Oerel
  - 04767 Bremervörde: Ortsteil Bevern
  - 04768 Hipstedt
  - 04769 Bremervörde: Ortsteil Iselersheim
- 0477
  - 04770 Wischhafen
  - 04771 Hemmoor; Osten
  - 04772 Oberndorf
  - 04773 Lamstedt
  - 04774 Hechthausen
  - 04775 Großenwörden
  - 04776 Osten: Ortsteile Altendorf und Isensee
  - 04777 Bülkau; Cadenberge
  - 04778 Wingst
  - 04779 Freiburg/Elbe; Wischhafen
- 0479
  - 04791 Osterholz-Scharmbeck
  - 04792 Worpswede
  - 04793 Hambergen
  - 04794 Worpswede: Ortsteil Ostersode
  - 04795 Garlstedt
  - 04796 Osterholz-Scharmbeck: Ortsteil Teufelsmoor

## 048 – Heide (Holstein) und Umgebung
- 0480
  - 04802 Dellstedt; Wrohm
  - 04803 Delve; Pahlen
  - 04804 Nordhastedt
  - 04805 Schafstedt
  - 04806 Bargenstedt; Odderade; Sarzbüttel
- 0481 Heide
- 0482
  - 04821 Itzehoe
  - 04822 Kellinghusen
  - 04823 Wilster
  - 04824 Krempe
  - 04825 Burg (Dithmarschen)
  - 04826 Hohenlockstedt
  - 04827 Wacken
  - 04828 Lägerdorf
  - 04829 Wewelsfleth
- 0483
  - 04832 Meldorf
  - 04833 Wesselburen
  - 04834 Büsum
  - 04835 Albersdorf
  - 04836 Hennstedt
  - 04837 Hemme; Neuenkirchen
  - 04838 Tellingstedt
  - 04839 Wöhrden
- 0484
  - 04841 Husum
  - 04842 Nordstrand; Elisabeth-Sophien-Koog
  - 04843 Viöl
  - 04844 Pellworm
  - 04845 Ostenfeld (Husum)
  - 04846 Hattstedt
  - 04847 Oster-Ohrstedt
  - 04848 Rantrum
  - 04849 Hooge
- 0485
  - 04851 Marne
  - 04852 Brunsbüttel
  - 04853 Sankt Michaelisdonn
  - 04854 Friedrichskoog
  - 04855 Eddelak
  - 04856 Kronprinzenkoog
  - 04857 Barlt
  - 04858 Sankt Margarethen
  - 04859 Windbergen
- 0486
  - 04861 Tönning
  - 04862 Garding
  - 04863 Sankt Peter-Ording
  - 04864 Oldenswort
  - 04865 Osterhever
- 0487
  - 04871 Hohenwestedt
  - 04872 Hanerau-Hademarschen
  - 04873 Aukrug
  - 04874 Todenbüttel
  - 04875 Stafstedt
  - 04876 Reher
  - 04877 Meezen
- 0488
  - 04881 Friedrichstadt
  - 04882 Lunden
  - 04883 Stapel
  - 04884 Schwabstedt
  - 04885 Bergenhusen
- 0489
  - 04892 Schenefeld
  - 04893 Hohenaspe

## 049 – Leer (Ostfriesland) und Umgebung
- 0490
  - 04902 Jemgum: Ortsteil Ditzum
  - 04903 Bunde: Ortsteil Wymeer
- 0491 Leer (Ostfriesland)
- 0492
  - 04920 Wirdum
  - 04921 Emden
  - 04922 Borkum
  - 04923 Krummhörn: Ortsteil Pewsum
  - 04924 Moormerland: Ortsteil Oldersum
  - 04925 Hinte
  - 04926 Krummhörn: Ortsteil Greetsiel
  - 04927 Krummhörn: Ortsteil Loquard
  - 04928 Ihlow: Ortsteil Riepe
  - 04929 Ihlow
- 0493
  - 04931 Norden, Hage
  - 04932 Norderney
  - 04933 Dornum
  - 04934 Marienhafe; Rechtsupweg; Upgant-Schott
  - 04935 Juist
  - 04936 Großheide
  - 04938 Hagermarsch
  - 04939 Baltrum
- 0494
  - 04941 Aurich
  - 04942 Südbrookmerland
  - 04943 Großefehn
  - 04944 Wiesmoor
  - 04945 Großefehn: Ortsteil Timmel
  - 04946 Großefehn: Ortsteil Bagband
  - 04947 Aurich: Stadtteil Ogenbargen
  - 04948 Wiesmoor: Stadtteil Marcardsmoor
- 0495
  - 04950 Hesel; Holtland
  - 04951 Weener
  - 04952 Rhauderfehn; Ostrhauderfehn
  - 04953 Bunde
  - 04954 Moormerland
  - 04955 Westoverledingen
  - 04956 Uplengen
  - 04957 Detern
  - 04958 Jemgum
  - 04959 Bunde: Ortsteil Dollart
- 0496
  - 04961 Papenburg
  - 04962 Papenburg: Stadtteil Aschendorf
  - 04963 Dörpen
  - 04964 Rhede (Ems)
  - 04965 Surwold
  - 04966 Neubörger
  - 04967 Rhauderfehn: Ortsteil Burlage
  - 04968 Neulehe
- 0497
  - 04971 Esens; Holtgast; Stedesdorf
  - 04972 Langeoog
  - 04973 Wittmund: Stadtteil Burhafe
  - 04974 Neuharlingersiel
  - 04975 Westerholt
  - 04976 Spiekeroog
  - 04977 Blomberg